# Paul Deshérault
Pierre Paul Deshérault (parfois orthographié Dézéraux ou Dézéreau), né le 1er novembre 1860 à Sully-sur-Loire et mort en octobre 1943 à Dijon, est un architecte français qui a bâti essentiellement à Dijon .

## Biographie
Pierre Paul Deshérault, dit Paul, est un architecte dijonnais de la seconde moitié du XIXe siècle et du début du XXe siècle. Il est né à Sully-sur-Loire 1er novembre 1860 et est le fils du maçon François Dézéraux et de Louise Caroline Landré. 
Il débute en 1875 comme élève de deux architectes orléanais primés 1er lauréat de l’École des Beaux-Arts de Paris : Benjamin Ricard et René Dusserre, élève puis collaborateur d'Eugène Viollet-le-Duc et d'Anatole de Baudot. Il devient le collaborateur de l'architecte Ricard  et participe à la construction ou la restauration de châteaux et églises, notamment l'église Saint-Paterne d'Orléans entre 1876 et 1883ainsi que les écoles communales. Il devient directeur des travaux de construction du quartier du Chatelet à Orléans, et de la construction des halles centrales entre 1885 et 1886. Appelé à Dijon en 1887, il commence en tant que chef du bureau de l’architecture et devient architecte en titre de la ville en 1891. Il sera chargé de la transformation de l'ancienne usine  Maitre en École pratique de  commerce et d’industrie en 1903. Il se marie le 31 décembre 1934 avec Marie Louise Colin en présence du sculpteur et conservateur du musée des beaux arts Paul Gasq, et est alors domicilié au 5 place du Théâtre.

## Œuvres

### Dijon
- Groupe scolaire Mauchaussé avec les architectes Ludovic Allaire et Charles Sauger, situé aux 5-7 boulevard de Sévigné ; 1-3 rue Bossack, 10-12 rue du Docteur-Chaussier et 8 rue Mariotten entre 1879 et 1893[6].
- Groupe scolaire Trémouille, situé aux 18 boulevard de la Trémouille et 2 rue Pierre Prudhon, entre 1890 et 1891[7].
- Restauration de la salle des États, au palais des ducs de Bourgogne, entre 1894 et 1896[8].
- Piédestal en granit des Vosges du monument à la gloire de Garibaldi en 1900, détruit depuis[9].
- Transformation de l'ancienne usine  Maitre en École pratique de  commerce et d’industrie (actuel lycée Hippolyte Fontaine) en 1903[10].
- Fontaine et statue du vendangeur sculptée par Noël-Jules Girard, située place François-Rude, en 1904[11],[12].
- Kiosque à musique, situé place du Président-Wilson, en 1912[13].
- Viaduc ou Pont de la Porte d'ouche de style Art déco, avec l'architecte Auguste Drouot en 1937[14],[15].

### Orléans
- Restauration de l'église Saint-Paterne d'Orléans entre 1876 et 1883.
- Construction du quartier du Chatelet à Orléans, et de la construction des halles centrales entre 1885 et 1886.

## Galerie

### Dijon

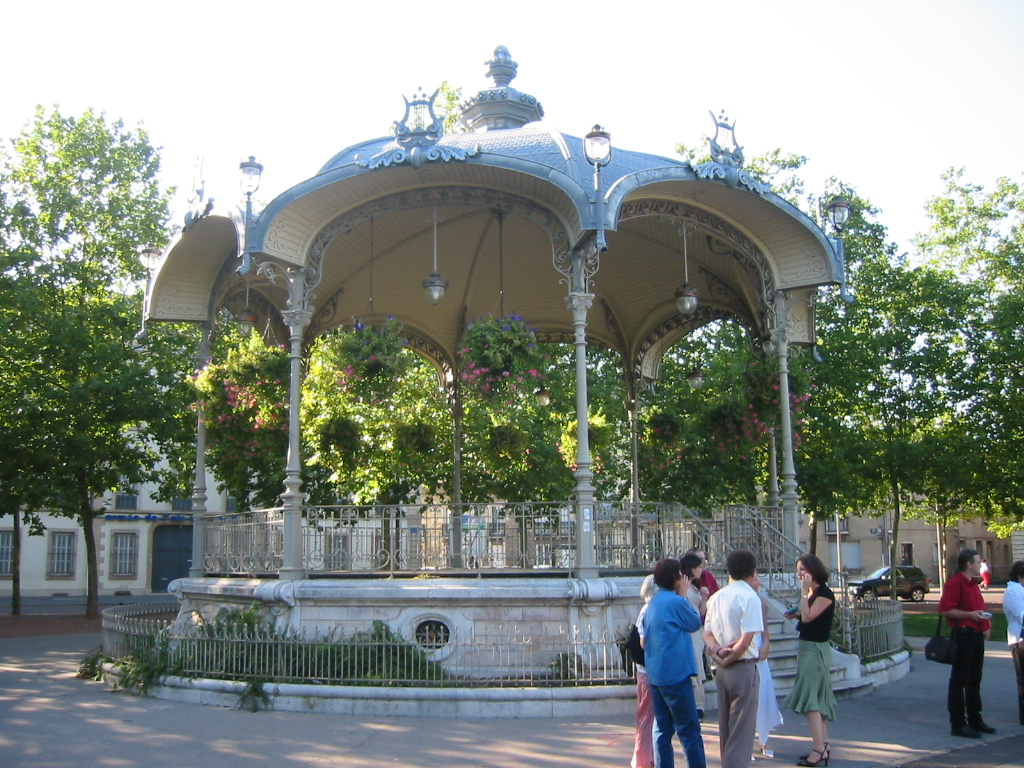
Kiosque à musique
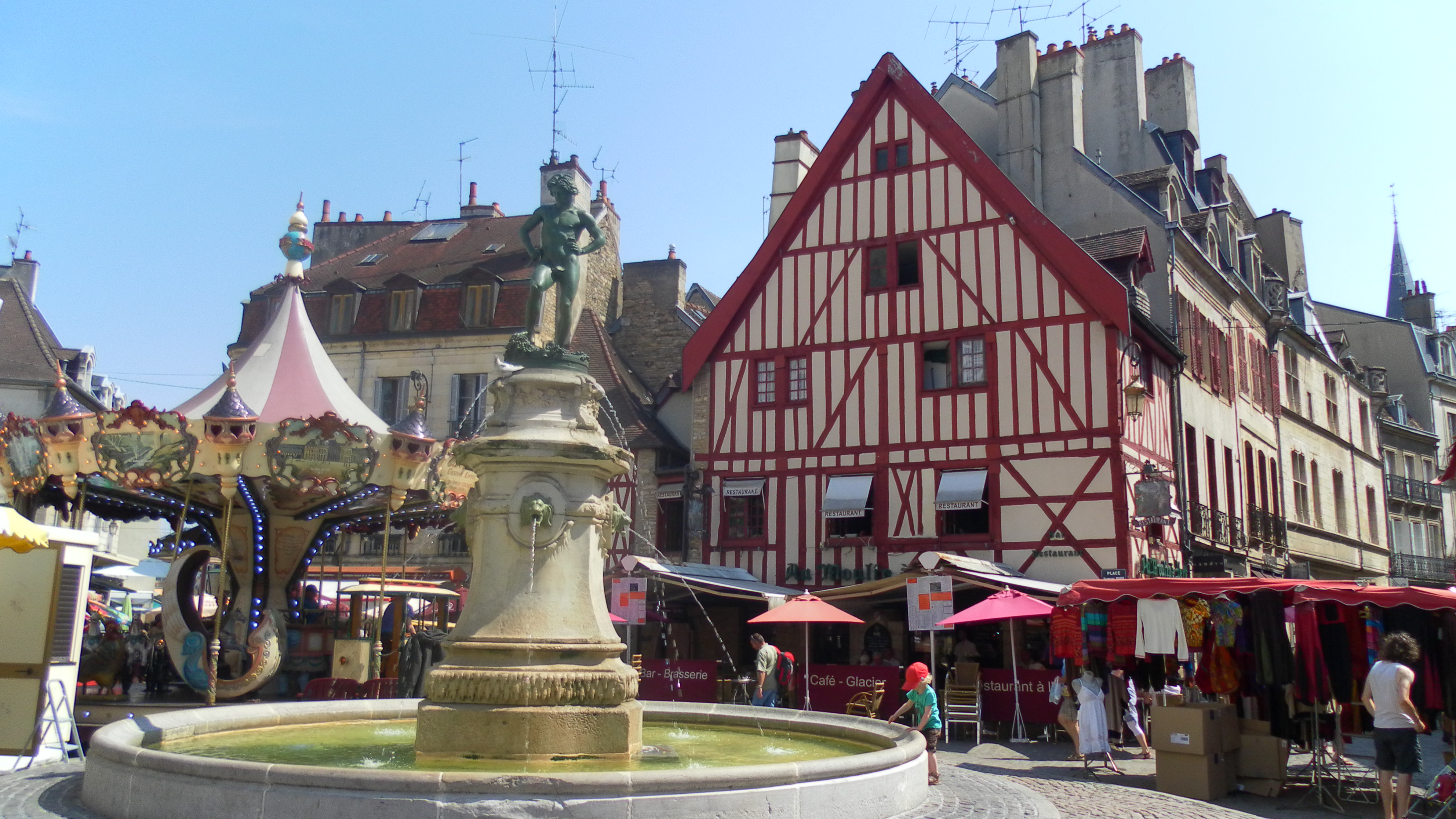
Fontaine du vendangeur
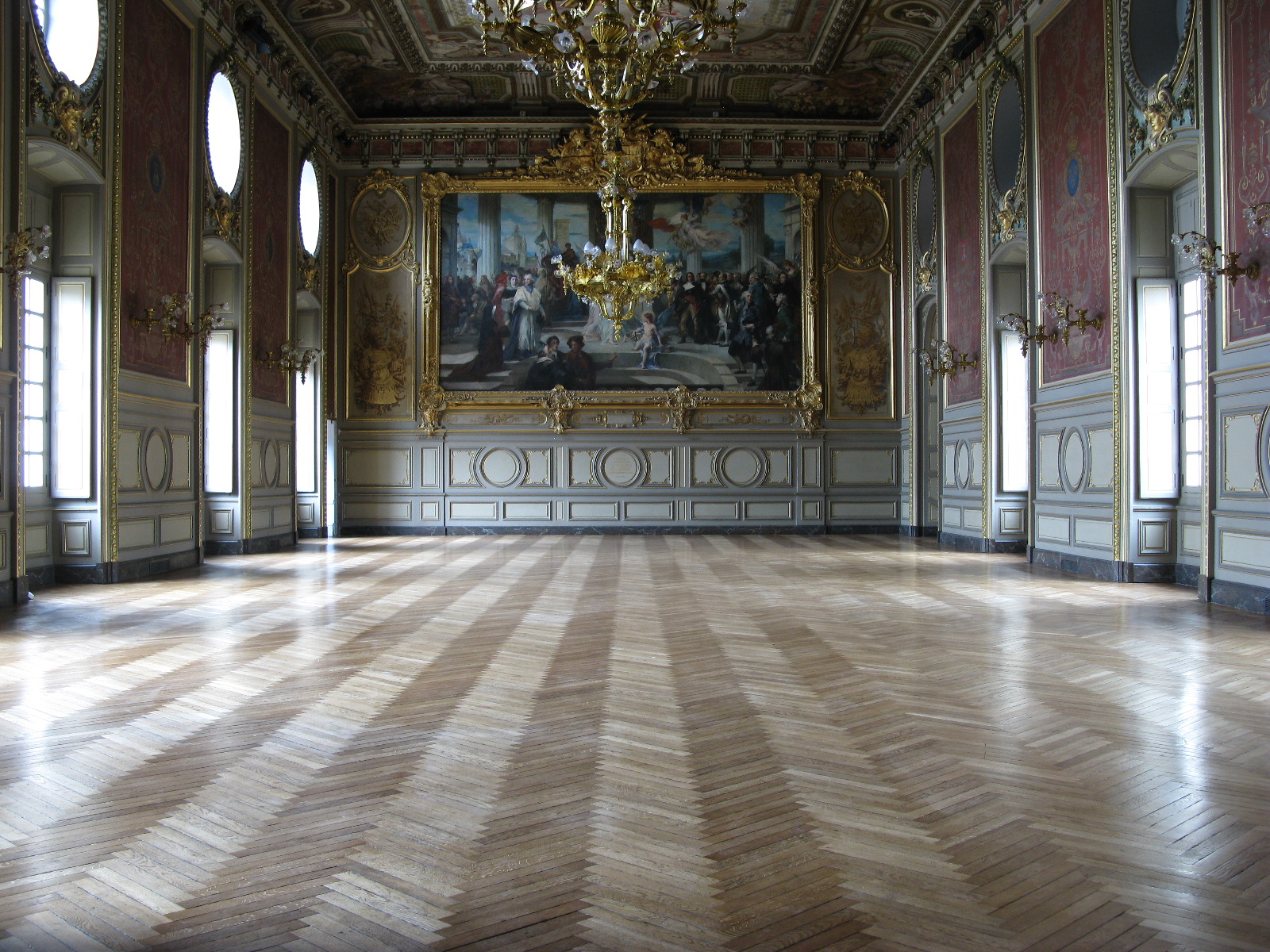
salle des États du palais des ducs de Bourgogne.
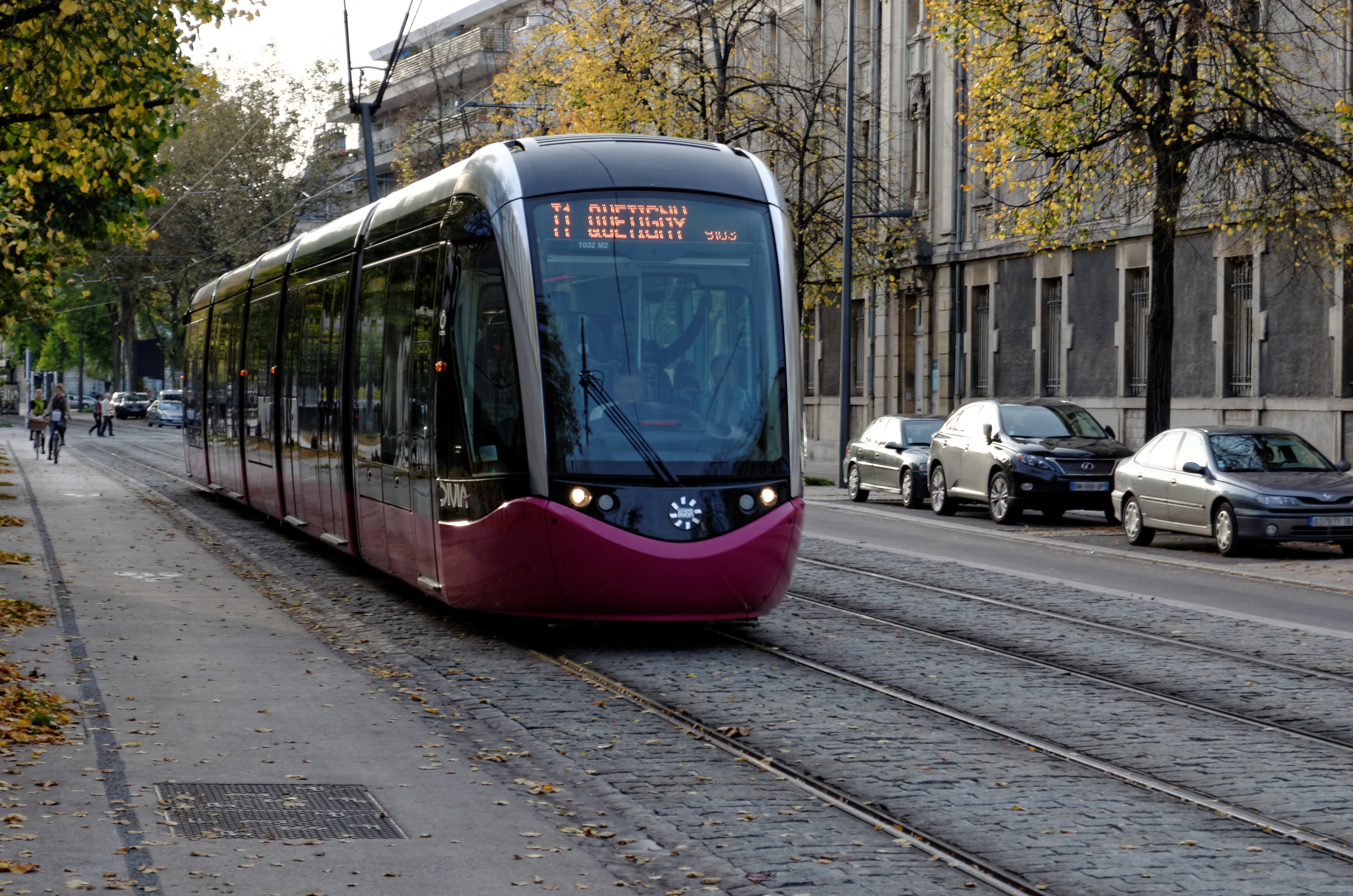
tramway passant devant le groupe scolaire Trémouille
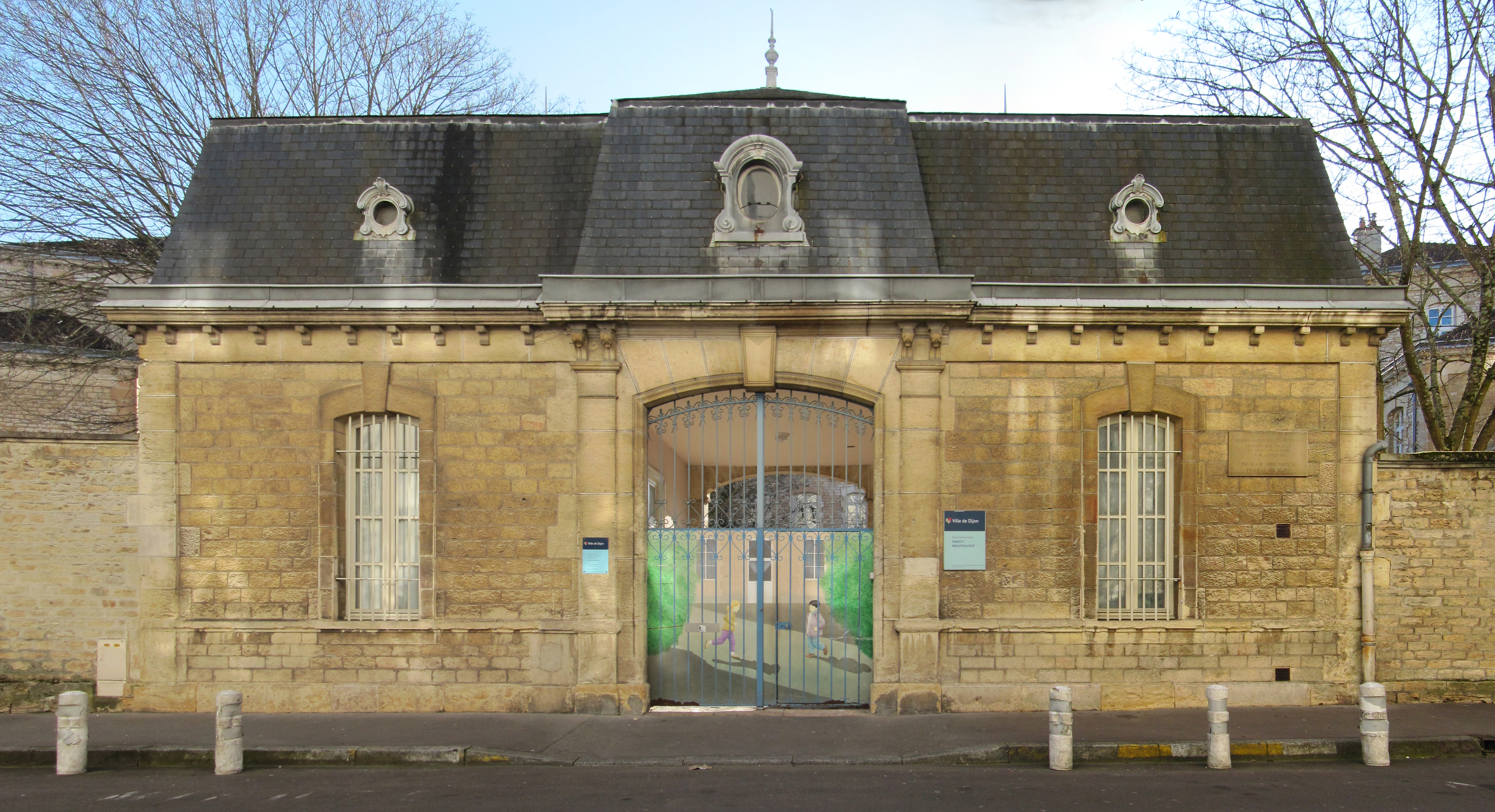
Groupe scolaire Mauchaussé

### Orléans

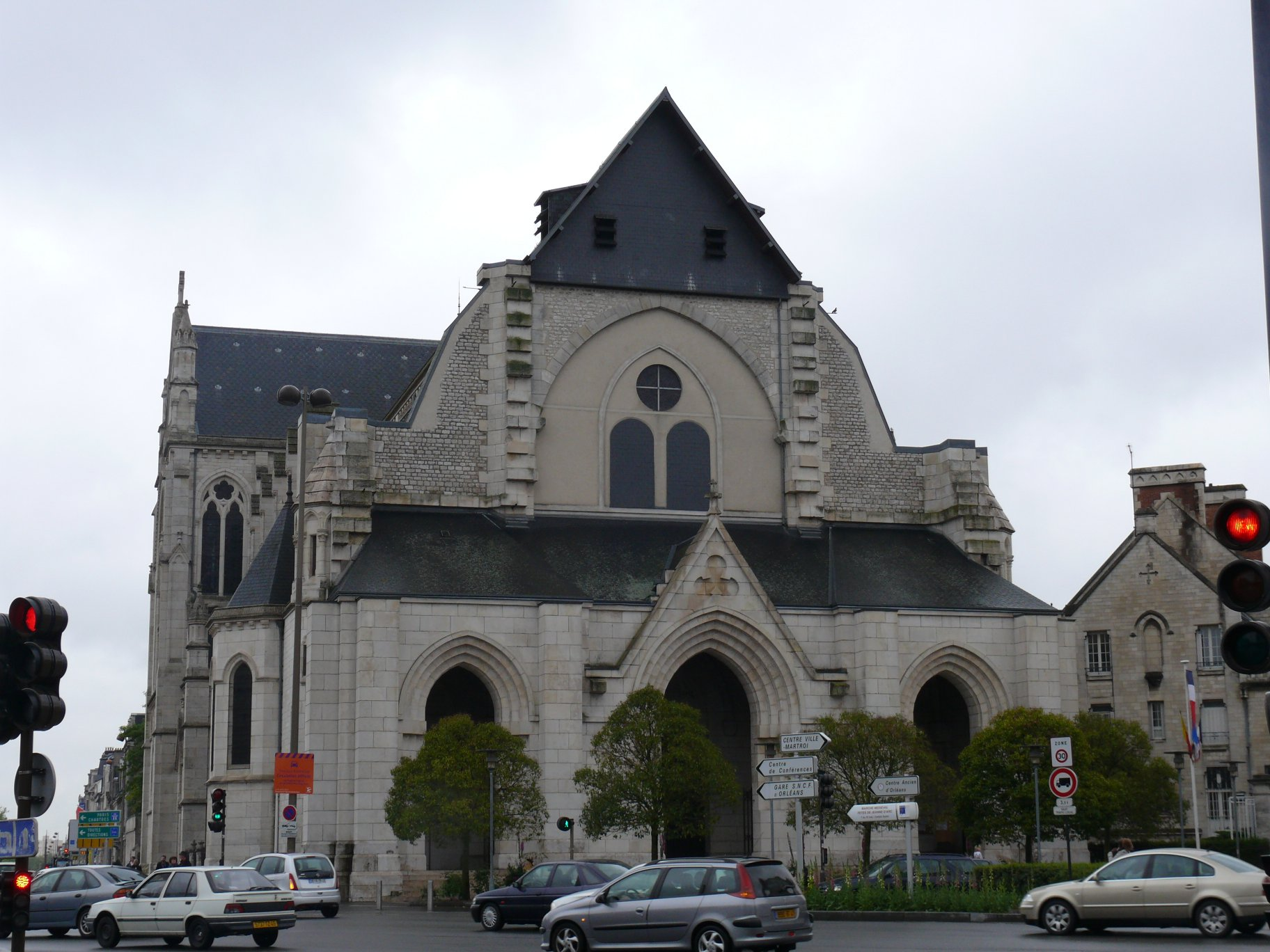
Église Saint-Paterne d'Orléans
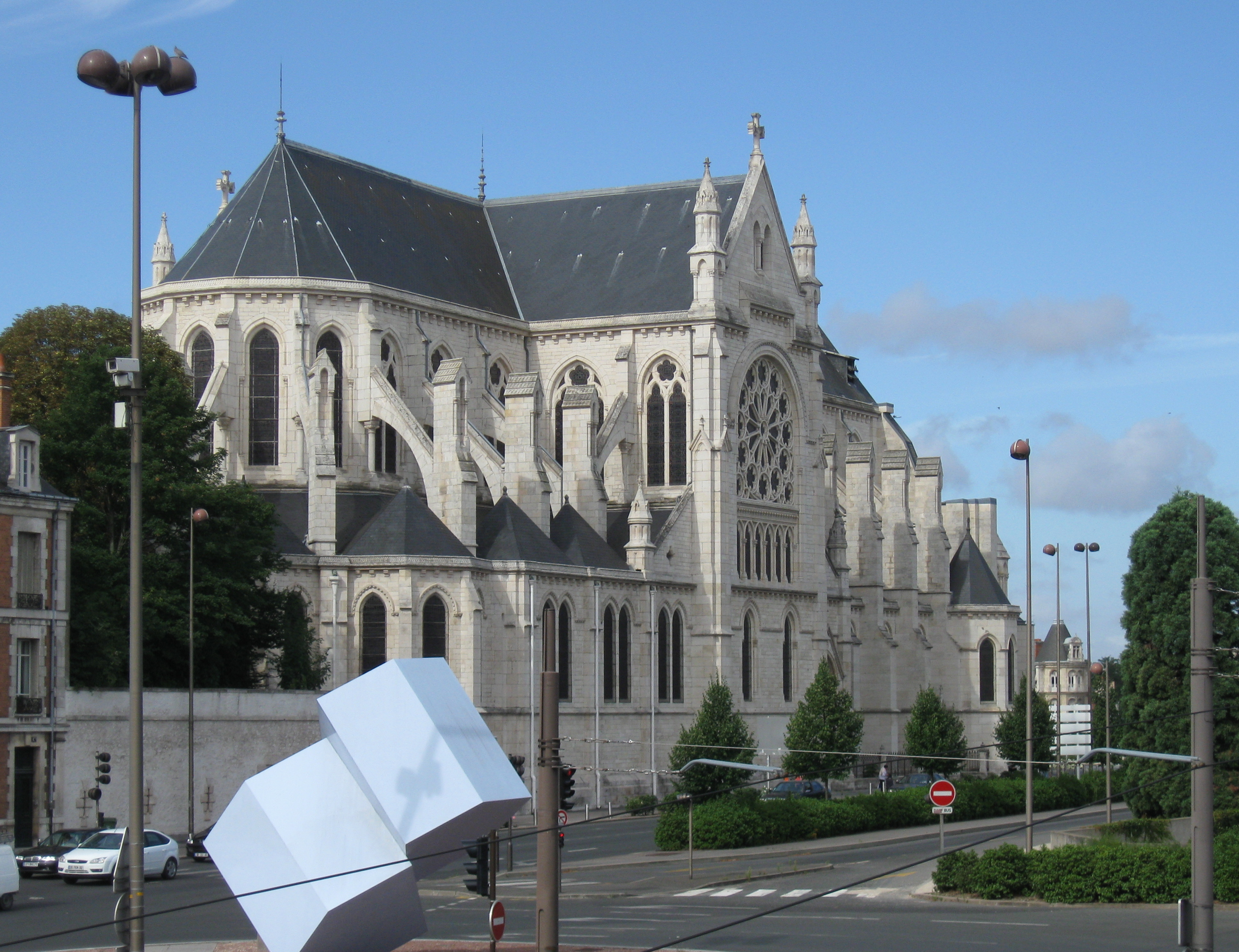
Eglise Saint-Paterne d'Orléans